# Naohiko Tobita
Naohiko Tobita is een Japans hockeyer.

## Levensloop
Tobita kwam drie seizoenen uit voor de Western Australian Thundersticks, waarna hij terugkeerde naar de club van zijn geboorteplaats Oyabe Red Ox. In 2007 werd hij actief bij Royal Antwerp, een seizoen later maakte hij de overstap naar Braxgata.
Daarnaast was hij actief bij het Japans hockeyteam. Hij nam afscheid als international na het wereldkampioenschap van 2006.